# Samedi soir sur la Terre
Albums de Francis Cabrel
D'une ombre à l'autre
(1991) Algo más de amor
(1998)
Singles
1. Je t'aimais, je t'aime, je t'aimerai
Sortie : 1994
2. La cabane du pêcheur
Sortie : 6 mai 1994
3. La Corrida
Sortie : décembre 1994
4. Octobre
Sortie : 1995
5. Samedi soir sur la Terre
Sortie : 1995

Samedi soir sur la Terre est le huitième album de Francis Cabrel sorti le 6 avril 1994. 
Certifié disque de diamant et vendu à plus de 3 millions d'exemplaires, c'est l'album le plus vendu de l'artiste et l'un des albums les plus vendus en France.
Toutes les chansons sont écrites et composées par Francis Cabrel, sauf La Cabane du pêcheur, coécrite avec Jean-Pierre Buccolo. On peut noter la participation de Nicolas Reyes des Gipsy Kings pour les chants en espagnol de la chanson La Corrida.

## Titres
| No  | Titre                                                      | Durée |
| --- | ---------------------------------------------------------- | ----- |
| 1.  | La Corrida                                                 | 5:39  |
| 2.  | Assis sur le rebord du monde                               | 3:26  |
| 3.  | La Cabane du pêcheur (Jean-Pierre Buccolo, Francis Cabrel) | 5:06  |
| 4.  | Samedi soir sur la Terre                                   | 6:52  |
| 5.  | Je t'aimais, je t'aime, je t'aimerai                       | 4:36  |
| 6.  | Les Vidanges du diable                                     | 4:48  |
| 7.  | L'arbre va tomber                                          | 5:30  |
| 8.  | Octobre                                                    | 3:32  |
| 9.  | Le Noceur                                                  | 6:53  |
| 10. | Tôt ou tard s'en aller                                     | 3:59  |

## Musiciens
- Francis Cabrel chant, guitare acoustique 1-10, guitare électrique 1-3/10, guitare solo 7"
- Michel Françoise guitare solo "2", guitare acoustique "3"
- Denys Lable (mandoline "3", guitare solo "3/4", guitare nylon "6", guitare électrique "7/9")
- Jean-Pierre Bucolo (dobro 10)
- Bernard Paganotti basse "1-/6/9", basse Takamine "7"
- Gérard Bikialo claviers "1/6", piano Wurlitzer "2", piano électrique "3/7/9", orgue Hammond "3/4/9", cordes "5/8", piano "8"
- Manu Katché batterie "1-4/6/9"
- Denis Benarrosh percussions "1-4/6/9", batterie "7"
- Michel Gaucher (sax ténor "4/9", piccolo & flûte "6", sax baryton "9")
- La Chorale des Petits Écoliers Chantants de Bondy dirigée par Gilbert Oget ("5")
- Thierry Caens (trompette "6")
- Jérôme-Julien Laferrière (clarinette "6")
- Eric Vernier (cor "6")
- Bruno Flahou (trombone "6")
- André Gilbert (tuba "6")
- Jean-Louis Roques (accordéon "7")
- Debbie Davis, Carole Fredericks, Marina Albert (chœurs)

## Crédits
- Direction musicale : Gérard Bikialo
- Enregistré aux Studios Polygone de Toulouse, Plus XXX et Ferber de Paris par Ludovic Lannen, assisté de Sébastien Bramardi, Stéphane Briat et Bertrand Taussac.
- Mixé au Studio Ferber par James Farber, assisté de Philippe Arnal.
- Editions musicales Chandelle
- Illustration, photographies et maquette de Maxime Ruiz assisté de Muriel Ferstenberg

## Classements et certifications
| Période   | Chart                        | Meilleure position |
| --------- | ---------------------------- | ------------------ |
| 1994–2003 | Belgique (Flandre Ultratop)  | 49                 |
| 1994–2003 | Belgique (Wallonie Ultratop) | 4                  |
| 1994–2003 | France (SNEP)                | 1                  |
| 2015–2022 | Belgique (Wallonie Ultratop) | 113                |
| 2015–2022 | France (SNEP)                | 40                 |

| Année | Chart                        | Position |
| ----- | ---------------------------- | -------- |
| 1994  | France (SNEP)                | 1        |
| 1995  | Belgique (Wallonie Ultratop) | 4        |
| 1995  | France (SNEP)                | 4        |
| 1996  | France (SNEP)                | 30       |
| 1997  | Belgique (Wallonie Ultratop) | 97       |

### Certifications
| Pays           | Certification | Ventes      | Date       |
| -------------- | ------------- | ----------- | ---------- |
| Belgique (BEA) | 4 × Platine   | 120 000 +   | 26/01/1996 |
| Canada (CRIA)  | 2 × Platine   | 200 000 +   | 10/09/1998 |
| France (SNEP)  | Diamant       | 1 000 000 + | 1994       |
| Suisse (IFPI)  | Platine       | 50 000 +    | 1999       |

### Classement des singles
| Single                               | Chart   | Durée du classement | Position | Date       |
| ------------------------------------ | ------- | ------------------- | -------- | ---------- |
| La Corrida                           | Top 100 | 25 semaines         | 7e       | 24/12/1994 |
| Je t'aimais, je t'aime, je t'aimerai | Top 100 | 10 semaines         | 78e      | 26/09/2015 |